# آدم وورث
آدم وورث (بالإنجليزية: Adam Worth)‏ (و. 1844 – 1902 م) هو art thief من الولايات المتحدة الأمريكية. ولد في مملكة بروسيا .
توفي في لندن .